# Ayandeh Bank
El Ayandeh Bank es un banco de Irán, que se fundó en 2013, siendo miembro de la Asociación Islámica de Irán.

## Historia
El Ayandeh Bank se creó el 7 de agosto de 2013, con el número de registro 442325 como consecuencia de la fusión de dos instituciones crediticias y un banco. Comenzó a trabajar como banca privada, aunque bajo la supervisión del Banco Central de la República Islámica de Irán con la licencia No. 93/349144 con fecha 17 de marzo de 2015.
En diciembre de 2020, el banco anunció su intención de poner en venta el Iran Mall por la cifra de 3.500 millones de dólares en un movimiento que busca diversificar sus activos no bancarios.
Sus activos declarados en 2017 ascendían a 16.000 millones de riales. En 2018, el Ayandeh Bank fue sancionado por Estados Unidos, bajo la acusación de haber financiado al régimen iraní.